# N-acetilneuraminato 4-O-acetiltransferasi
La N-acetilneuraminato 4-O-acetiltransferasi è un enzima appartenente alla classe delle transferasi, che catalizza la seguente reazione:
acetil-CoA + N-acetilneuraminato ⇄ CoA + N-acetil-4-O-acetilneuraminato
Sia gli N-acetil- e N-glicolil-neuraminati liberi che quelli con legame glicosidico  possono agire come O-acetil accettori.